# 鈴木陽子 (医師)
鈴木 陽子（すずき ようこ、1940年7月 - ）は、日本の医師、元麻薬取締官。徳島県出身。

## 略歴
徳島大学薬学部卒業後、厚生省入省、麻薬取締官に任官。1974年に医大受験の為の勉強を始め、36歳の時に大阪市立大学医学部に入学。6年後、医師国家試験に合格し医師免許取得。大阪市内の総合病院に勤務。
1990年5月に北海道幌泉郡えりも町の診療所に単身赴任する。2001年に国民健康保険診療所所長を退任。その後は神陽台クリニック（洲本市五色町）に勤務。

## 受賞歴
- 1990年 - シチズン・オブ・ザ・イヤー 受賞

## テレビ出演
- 1990年7月11日 - 『安心をあげたい〜えりも岬に母さん医師がきた〜』（NHK総合テレビジョン）
- 2001年5月26日 - 『たったひとりの医師として〜えりも・辺地医療の11年〜』（NHK総合テレビジョン）
- 2001年9月7日 - 『PORTRAITS!』「第36回 医師 鈴木陽子」（毎日放送）

## 著書
- 1994年 - 『母さん医師、遠く離れて単身赴任』 講談社 ISBN 4-06-207195-9
- 1998年 - 『えりも岬の母さん医師』 集英社 ISBN 4-08-748802-0
- 2000年 - 『麻薬取締官』 集英社 ISBN 4-08-720051-5

## 参考資料
- 『たったひとりの医師として〜えりも・辺地医療の11年〜』 NHKオンデマンド
- 鈴木陽子 シチズン・オブザ・イヤー受賞